# Classe Argonauta
Pour les articles homonymes, voir Argonauta (homonymie).
La classe Argonauta est une sous-classe de sous-marin de la Serie 600 construits pour la Regia Marina durant l'entre-deux-guerres.

## Conception et description
Les sous-marins de la classe Argonauta ont été les premiers de la série des sous-marins de type 600 construits pour la marine italienne durant l’entre-deux-guerres. Construits selon le modèle Bernardis, les Argonauta étaient plus petits que les sous-marins italiens contemporains, mais conservaient une puissance de frappe importante et étaient parfaitement adaptés aux opérations en Méditerranée. Les bateaux étaient équipés de six tubes lance-torpilles de 533 mm et embarquaient 12 torpilles ; ils avaient également un canon de pont 102/35 Model 1914 et deux mitrailleuses Breda modèle 1931 de 13,2 mm.
Leurs motorisations variaient selon les constructeurs. Les sous-marins CRDA avaient leurs propres moteurs diesel et électriques ; les sous-marins OTO étaient équipés de moteurs diesel Fiat et de moteurs électriques CRDA, tandis que les sous-marins construits aux chantiers navals Tosi de Tarente étaient équipés de moteurs diesel Tosi et de moteurs électriques Marelli. Tous étaient d'une puissance de 1 250 ch pour les moteurs diesel et 800 ch pour les moteurs électriques, leur donnant une vitesse de surface de 14 nœuds et une vitesse immergée de 8 nœuds.

## Navires de la classe
| Navire    | Constructeur     | Lancement        | Date de fin de carrière | Fait                                                    |
| --------- | ---------------- | ---------------- | ----------------------- | ------------------------------------------------------- |
| Argonauta | CRDA, Monfalcone | 19 janvier 1931  | 28 juin 1940            | Coulé par l'aviation ou par des destroyers britanniques |
| Fisalia   | CRDA, Monfalcone | 2 mai 1931       | 28 septembre 1941       | Coulé par le HMS Hyacinth                               |
| Jalea     | OTO, Lerici      | 15 juin 1932     | 1er février 1948        | Radié et démoli                                         |
| Jantina   | OTO, Lerici      | 16 mai 1932      | 5 juillet 1941          | Coulé par le HMS Torbay                                 |
| Medusa    | CRDA, Monfalcone | 10 décembre 1931 | 30 janvier 1942         | Coulé par le HMS Thorn                                  |
| Salpa     | Tosi, Tarente    | 8 mai 1932       | 27 juin 1941            | Coulé par le HMS Triumph                                |
| Serpente  | Tosi, Tarente    | 28 février 1932  | 12 septembre 1943       | Sabordé à Ancône                                        |

## Historique
Pendant le conflit, les unités de cette série sont employées intensivement en Méditerranée, tant pour des missions de guerre que pour l'entraînement et elles sont toutes perdues, à l'exception du Jalea qui est radié en 1948. En décembre 1940, le Serpente attaque le destroyer britannique HMS Hyperion au large de Pantelleria.